# Gourdon (Lot)
Gourdon (también conocido como Gourdon-en-Quercy; en occitano Gordon) es una comuna y población de Francia, en la región de Mediodía-Pirineos, departamento de Lot. Es la subprefectura del distrito y la cabecera del cantón homónimos. Su gentilicio francés es Gourdonnais. Su población municipal en 2008 era de 4603 habitantes. La aglomeración urbana se reduce a la propia comuna. Está integrada en la Communauté de communes Quercy-Bouriane.

## Medio físico
Ubicación
Cahors limita con las comunas de Payrignac, Anglars-Nozac, Le Vigan, Saint-Cirq-Souillaguet, Sain-Clair, Concorès, Dégagnac y Léobard.
| Noroeste: Payrignac | Norte: Anglars-Nozac | Noreste: Anglars-Nozac                       |
| Oeste: Léobard      |                      | Este: Le Vigan                               |
| Suroeste: Dégagnac  | Sur: Concorès        | Sureste: Saint-Cirq-Souillaguet y Sain-Clair |

Clima
| Parámetros climáticos promedio de Gourdon en el periodo 1981-2010 | Parámetros climáticos promedio de Gourdon en el periodo 1981-2010 | Parámetros climáticos promedio de Gourdon en el periodo 1981-2010 | Parámetros climáticos promedio de Gourdon en el periodo 1981-2010 | Parámetros climáticos promedio de Gourdon en el periodo 1981-2010 | Parámetros climáticos promedio de Gourdon en el periodo 1981-2010 | Parámetros climáticos promedio de Gourdon en el periodo 1981-2010 | Parámetros climáticos promedio de Gourdon en el periodo 1981-2010 | Parámetros climáticos promedio de Gourdon en el periodo 1981-2010 | Parámetros climáticos promedio de Gourdon en el periodo 1981-2010 | Parámetros climáticos promedio de Gourdon en el periodo 1981-2010 | Parámetros climáticos promedio de Gourdon en el periodo 1981-2010 | Parámetros climáticos promedio de Gourdon en el periodo 1981-2010 | Parámetros climáticos promedio de Gourdon en el periodo 1981-2010 |
| Mes                                                               | Ene.                                                              | Feb.                                                              | Mar.                                                              | Abr.                                                              | May.                                                              | Jun.                                                              | Jul.                                                              | Ago.                                                              | Sep.                                                              | Oct.                                                              | Nov.                                                              | Dic.                                                              | Anual                                                             |
| ----------------------------------------------------------------- | ----------------------------------------------------------------- | ----------------------------------------------------------------- | ----------------------------------------------------------------- | ----------------------------------------------------------------- | ----------------------------------------------------------------- | ----------------------------------------------------------------- | ----------------------------------------------------------------- | ----------------------------------------------------------------- | ----------------------------------------------------------------- | ----------------------------------------------------------------- | ----------------------------------------------------------------- | ----------------------------------------------------------------- | ----------------------------------------------------------------- |
| Temp. máx. media (°C)                                             | 8.7                                                               | 10.6                                                              | 14.2                                                              | 16.9                                                              | 21.0                                                              | 24.6                                                              | 27.4                                                              | 27.1                                                              | 23.5                                                              | 18.7                                                              | 12.3                                                              | 9.2                                                               | 17.9                                                              |
| Temp. mín. media (°C)                                             | 1.6                                                               | 1.8                                                               | 3.9                                                               | 6.0                                                               | 9.5                                                               | 12.4                                                              | 14.3                                                              | 14.1                                                              | 11.4                                                              | 9.2                                                               | 4.6                                                               | 2.3                                                               | 7.6                                                               |
| Precipitación total (mm)                                          | 63                                                                | 56                                                                | 61                                                                | 85                                                                | 88                                                                | 79                                                                | 60                                                                | 64                                                                | 78                                                                | 78                                                                | 75                                                                | 71                                                                | 856.7                                                             |
| Horas de sol                                                      | 100                                                               | 121                                                               | 174                                                               | 179                                                               | 214                                                               | 245                                                               | 262                                                               | 247                                                               | 208                                                               | 146                                                               | 93                                                                | 90                                                                | 2079                                                              |
| Fuente: MeteoFrance. 8 de noviembre de 2012                       |                                                                   |                                                                   |                                                                   |                                                                   |                                                                   |                                                                   |                                                                   |                                                                   |                                                                   |                                                                   |                                                                   |                                                                   |                                                                   |

## Demografía
| 2 848 | 3 703 | 5 558 | 5 699 | 5 324 | 5 334 | 5 081 | 5 060 | 5 070 | 5 099 | 5 204 | 5 374 | 5 098 | 5 087 | 5 029 | 4 834 | 4 452 | 4 351 | 4 260 | 4 293 | 4 129 | 4 135 | 4 077 | 4 135 | 3 896 | 3 981 | 4 157 | 4 803 | 4 728 | 4 899 | 4 851 | 4 882 | 4 669 | 4 603 |
| Para los censos de 1962 a 1999 la población legal corresponde a la población sin duplicidades (Fuente: INSEE [Consultar]) |       |       |       |       |       |       |       |       |       |       |       |       |       |       |       |       |       |       |       |       |       |       |       |       |       |       |       |       |       |       |       |       |       |

## Monumentos

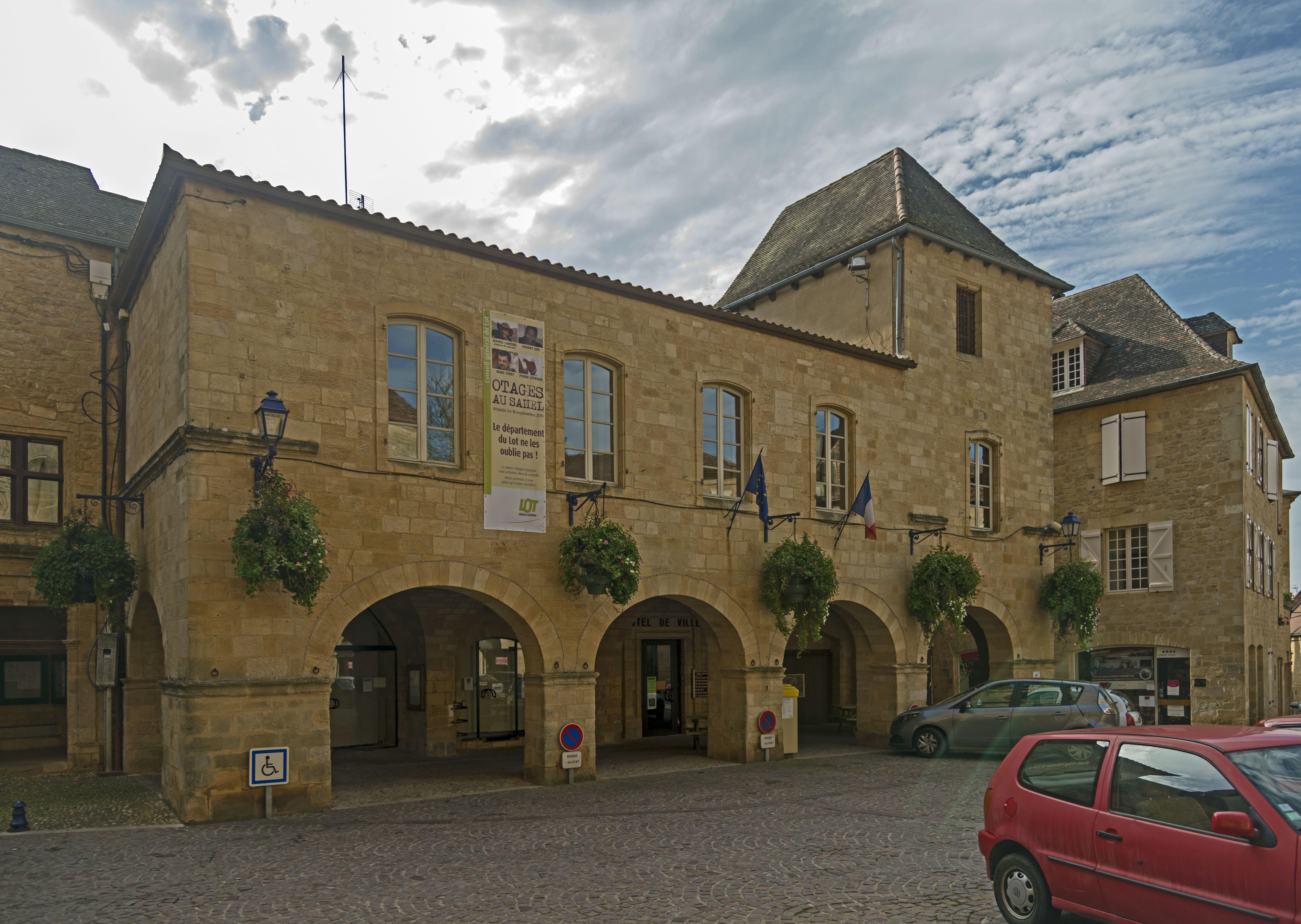
Vista del ayuntamiento
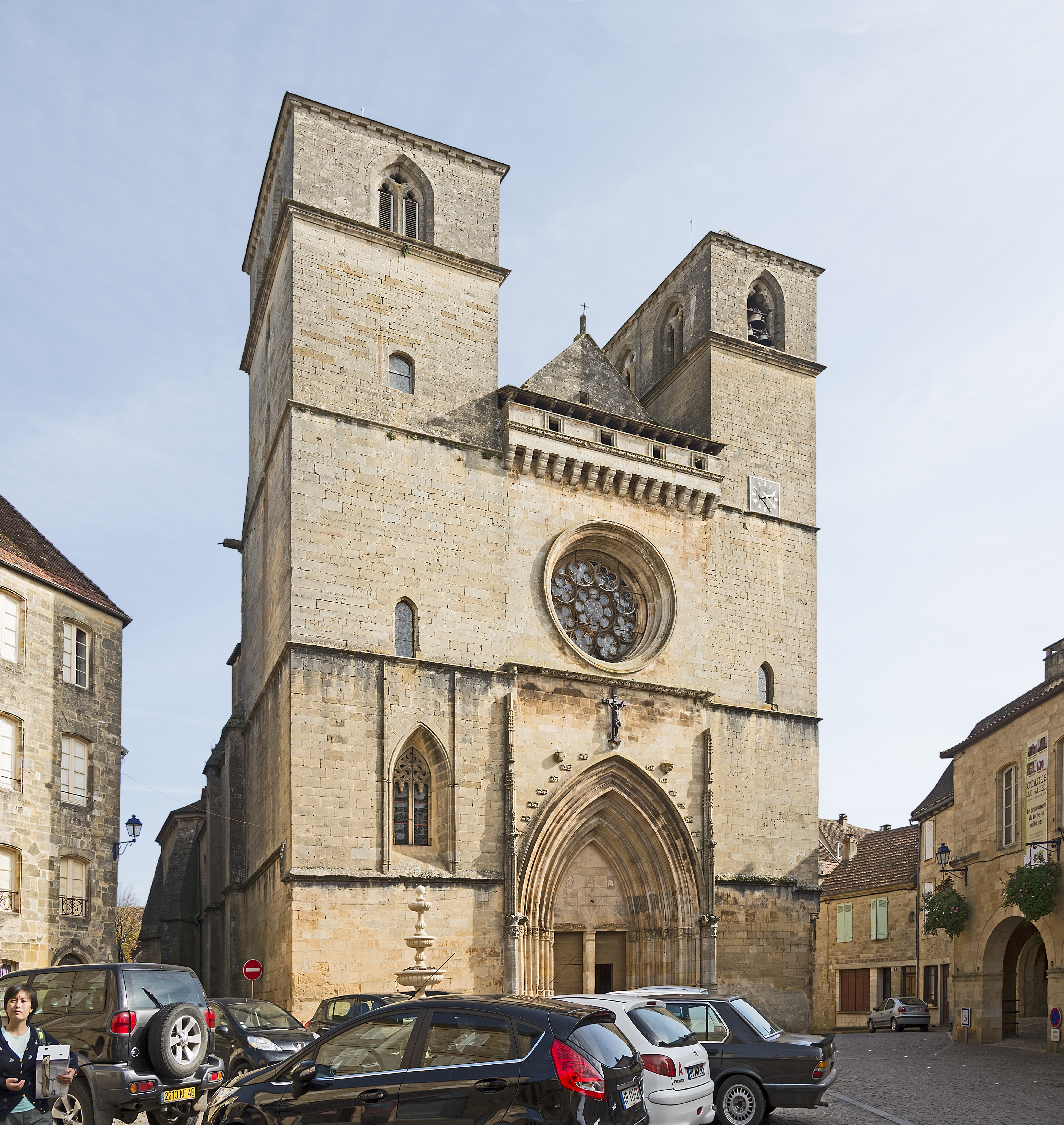
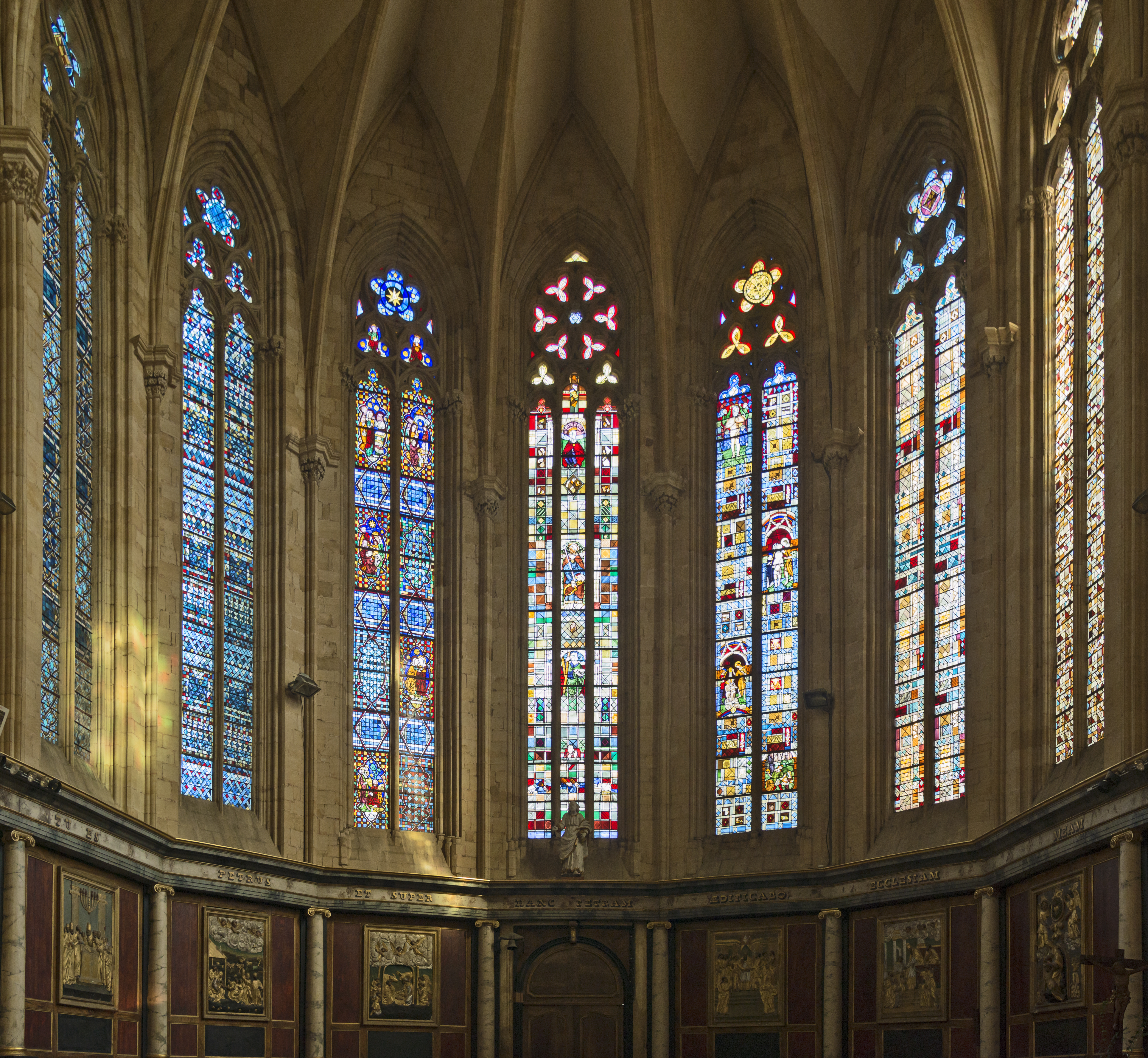